# Grammitis carnosula
Grammitis carnosula là một loài dương xỉ trong họ Polypodiaceae. Loài này được Christ F. Seym. mô tả khoa học đầu tiên năm 1975.